# Парнелл (тауншип, округ Полк, Миннесота)
Парнелл (англ. Parnell) — тауншип в округе Полк, Миннесота, США. На 2000 год его население составило 87 человек.

## География
По данным Бюро переписи населения США площадь тауншипа составляет 94,0 км², из которых 94,0 км² занимает суша, водоёмов нет.

## Демография
По данным переписи населения 2000 года здесь находились 87 человек, 31 домохозяйств и 23 семей. Плотность населения —  0,9 чел./км². На территории тауншипа расположена 31 постройка со средней плотностью 0,3 построек на один квадратный километр. Расовый состав населения: 100,00 % белых. Испанцы или латиноамериканцы любой расы составляли 1,15 % от популяции тауншипа.
Из 31 домохозяйств в 48,4 % воспитывались дети до 18 лет, в 74,2 % проживали супружеские пары, в 3,2 % проживали незамужние женщины и в 22,6 % домохозяйств проживали несемейные люди. 22,6 % домохозяйств состояли из одного человека, при том 12,9 % из — одиноких пожилых людей старше 65 лет. Средний размер домохозяйства — 2,81, а семьи — 3,33 человека.
33,3 % населения — младше 18 лет, 6,9 % — в возрасте от 18 до 24 лет, 26,4 % — от 25 до 44, 21,8 % — от 45 до 64, и 11,5 % — старше 65 лет. Средний возраст — 36 лет. На каждые 100 женщин приходилось 81,3 мужчин. На каждые 100 женщин старше 18 приходилось 107,1 мужчин.
Средний годовой доход домохозяйства составлял 45 000 долларов, а средний годовой доход семьи —  65 625 долларов. Средний доход мужчин —  36 250  долларов, в то время как у женщин — 9 375. Доход на душу населения составил 22 360 долларов. За чертой бедности не находилась ни одна семья и 4,0 % всего населения тауншипа.